# Décsey László
Kisdobai és nagydobai Décsey László (Érkőrös, 1814 – Micske, 1866. április 29.) 1848-1849-es kormánybiztos, országgyűlési képviselő.

## Élete
Ifjúkori pályáját Kölcsey Ferenc mellett kezdte, az 1847–1848. pozsonyi országgyűlésre Közép-Szolnokmegye választotta követének és petícióval bízta meg a partium végleges visszacsatolása ügyében. Az 1848. nemzeti gyűlésen ismét megyéjének egyik képviselője, később a szabadságharc alatt kormánybiztos volt. Ezért kötélre és javainak elkobzására ítélték, de ez ítéletet hat évi várfogságra csökkentették, melynek egy részét a hazában, más részét Josephstadtban töltötte, ahonnét négy és fél évi fogság után haza bocsátották.

## Munkái
Mint Kraszna- és Közép-Szolnok kormánybiztosa a következő kiáltványt bocsátotta ki:
Szeretett véreink, a dicső emlékű Bocskai vitéz hajduinak harczias szellemű ivadéki, kedves hajduvárosbeli rokonok. (Debreczen, 1849. Ivrét félív.)